# Tetrapilus
Tetrapilus é um género botânico pertencente à família Oleaceae.

## Espécies
| - Tetrapilus axillaris - Tetrapilus brachiatus - Tetrapilus cordatulus - Tetrapilus densiflorus - Tetrapilus dentatus - Tetrapilus dioicus - Tetrapilus hainanensis | - Tetrapilus laxiflorus - Tetrapilus oblanceolatus - Tetrapilus penangianus - Tetrapilus polygamus - Tetrapilus roseus - Tetrapilus rubrovenius |